# 澎湖娘家宴
澎湖娘家宴，台灣澎湖縣馬公市郊、白沙鄉、湖西鄉等偏鄉社區在宮廟廟埕或社區活動中心舉辦「娘家宴」，以集結全村子弟農曆春節期間參與的辦桌活動。

## 簡介
因應台灣澎湖縣青壯年人口長期流失，每逢年過節便興起「初二回娘家」的大量返鄉人潮，白沙鄉赤崁村於2000年赤崁龍德宮前首辦「娘家宴」，開風氣之先，因該活動有效促成村里和睦、凝結村民向心力，各地社區踴躍響應，漸漸蔚為風潮。
娘家宴的菜色每桌從新台幣3,000元－5,000元不等，經費來源包括「議員配合款、馬公機場噪音補助費、台電回饋金、海水淡化廠睦鄰金」等，但主要仰仗澎湖縣政府的補助。
2019年娘家宴席開總計1,137桌，締造歷屆桌數新高（2011年321桌、2015年453桌、2018年908桌），歷屆參與鄉里包括馬公市重光里、烏崁里、案山里、風櫃里，白沙鄉城前村、赤崁村，湖西鄉西溪村、紅羅村、青螺村、鼎灣村、隘門村與菓葉村等。
近年因澎湖縣政府長期補助娘家宴經費，造成政府財政負擔，2019年粗估光娘家宴補助經費便將近新台幣200萬元。第18屆澎湖縣縣長賴峰偉（任期：2018年－2022年）宣布自2020年起，補助經費轉投入學校教育、圖書資源等地方建設，不再做補助娘家宴使用，引發地方反彈聲浪。
2019年2月召開的議會臨時會中，第19屆縣議員張再興、陳慧玲以及前縣府顧問郁國麟批評賴峰偉罔顧地方民情，發佈決策亦不應如此粗糙草率。
2020年農曆春節期間，澎湖縣政府在停止娘家宴補助之後，各地自辦娘家宴風潮不減，各鄉里自辦娘家宴，其中馬公市重光里100桌、烏崁里80桌、案山里110桌；白沙鄉赤崁村124桌、鎮海村10桌；湖西鄉西溪村140桌、紅羅村130桌等等，總計席開694桌。